# JR (fotógrafo)

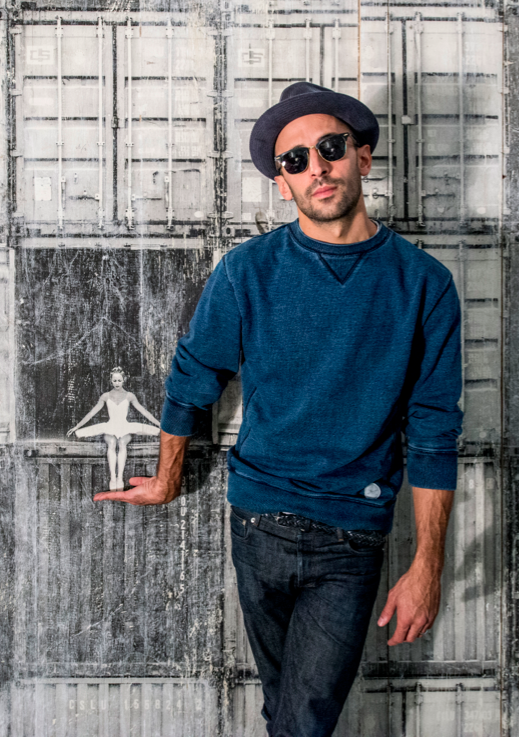
JR (2015)

Jean René, más conocido por su pseudónimo JR  (París, 22 de febrero de 1983) es un artista callejero y fotógrafo francés, también es conocido como el «fotógrafo clandestino». Toma fotografías en blanco y negro que después de ampliadas son pegadas en grandes muros en la ciudad a la vista de todos, ya que él mismo dijo que «la calle era la galería más grande del mundo».
Habiendo comenzado en las calles de París, JR ha alcanzado gran reconocimiento. En 2011 obtuvo el premio TED que también han obtenido importantes figuras como Bono, vocalista de la banda U2, y Bill Clinton.

## Trayectoria
JR comenzó su carrera realizando grafiti en las calles de París, siendo apenas un adolescente. Tras encontrar accidentalmente una cámara en el metro de París, él y sus amigos comenzaron a documentar su proceso en la realización de estos grafitis y a la edad de 17 años comenzó a pegar copias de estas fotografías en las paredes de la ciudad.
Preguntándose por los límites del arte en las paredes, comenzó a viajar por Europa visitando a otras personas cuyo trabajo tuviera que ver con la exposición al aire libre. Tras escuchar lo que estas personas tenían que decirle, JR empezó a pegar sus trabajos ampliados en las paredes y techos de París.
Entre 2004 y 2006 creó Retratos de una generación, retratos de gente joven de los barrios de París que exhibió en gran formato. Este proyecto pasó de ilegal a oficial cuando la Ciudad de París puso estas imágenes en sus edificios.
En 2007 JR puso enormes fotos de israelíes y palestinos cara a cara en 8 diferentes ciudades, tanto palestinas como israelíes, en ambos lados del muro de separación. Tras su regreso a París, puso estos retratos en la capital. Con este proyecto JR declaró que «los héroes de este proyecto fueron quienes en ambos lados del muro me permitieron pegar los retratos en sus casas».
En 2008 realizó la gira Women Are Heroes, proyecto en el que resalta la dignidad de la mujer, que usualmente es blanco durante los conflictos.
El trabajo de JR es conocido en diversas ciudades del mundo, donde también ha realizado grandes exposiciones, pero sigue permaneciendo anónimo, ya que no enmarca sus enormes trabajos, pues desea dejar espacio para el encuentro entre el protagonista y el intérprete en sus obras.
JR es conocido por sus obras con enfoque humanista, que retratan realidades sociales. En septiembre de 2017 el artista instaló una fotografía a gran escala de un bebé que se asoma por encima del muro fronterizo ubicado entre México y Estados Unidos,en Tecate (Baja California) y San Diego (California).  Este proyecto se realizó después de que el presidente Donald Trump suspendiera el programa Deferred Action for Childhood Arrivals (DACA). Fue una forma de visibilizar la situación que estaban sufriendo muchas familias de migrantes en los Estados Unidos. Dos años después, en 2019, JR acudió a una prisión en Tehachapi (California) y creó una pieza en el techo de la institución. El gran mural compartía una imagen con los retratos de algunos presos y ex-convictos, que, además de posar ante su cámara, compartieron sus historias. Su intención es “dar voz a los reos” y humanizar el entorno ante los ojos de la gente.

## Exposiciones
2007
- Artcurial , París, Francia
- Venice Biennale, Arsenal, Italia
- Foam, Museo de fotografía de Ámsterdam
- Artitud, Berlín, Alemania

2008
- Tate Modern Museum, Londres, Gran Bretaña
- Musee rath, Ginebra
- Bruselas, Bélgica

2009
- Les Recontres de la photographie, Francia
- Casa França Brasil, Río de Janeiro, Brasil

2010
- Contemporary Art Biennal, Shanghái, China
- Museum of contemporary art, San Diego, USA
- Pop Up Gallery, Los Ángeles, USA

#### 2017
- Giants, la frontera de México y los Estados Unidos
  - En septiembre de 2017, JR hizo un andamio que tiene una imagen de un niño que se llama Kikito Latino USA. Fue creada en el lado mexicano de la frontera de México y los Estados Unidos. Se puede ver al niño en el lado de los Estados Unidos, mirando hacia  abajo por encima de la cerca. Cuando JR estaba buscando por una persona que le pudiera construir el andamio, encontró a una mujer que accedió a dejarlo construir el andamio. Cuando JR estaba hablando con la mujer, vio a un niño. JR tomó una foto del niño escuchando su conversación, amplió  la foto y la colocó en el andamio. Según JR, la inspiración de la pieza es que el niño no veía fronteras, solo veía personas; “ Qué está pensando este niño de un año, …-... él no sabe que este muro divide a la gente” NPR.